# Takedellus ambonense
Takedellus ambonense is een krabbensoort uit de familie van de Camptandriidae. De wetenschappelijke naam van de soort is voor het eerst geldig gepubliceerd in 1971 door Serène & Moosa.